# Peggie Sampson
Peggie Sampson, eigentlich Margaret Sampson (* 16. Februar 1912 in Edinburgh, Schottland; † 17. Mai 2004 in Toronto) war eine kanadische Cellistin, Gambistin und Musikpädagogin britischer Herkunft.

## Leben
Die Tochter des Astronomen Ralph Allen Sampson begann achtjährig in ihrer Heimatstadt eine Celloausbildung bei Ruth Waddell, die sie bei Guilhermina Suggia in London und Portugal fortsetzte. Von 1929 bis 1932 studierte sie an der University of Edinburgh bei Donald Francis Tovey, dessen Assistentin sie von 1937 bis 1944 war. In den Sommern zwischen 1930 und 1934 nahm sie an der École normale in Paris Cellounterricht bei Diran Alexanian und privaten Unterricht in Musiktheorie bei Nadia Boulanger. Sie vervollkommnete ihre Ausbildung bei Emanuel Feuermann (1935–37) und Pablo Casals (1946).
In den 1930er Jahren trat sie in England und Holland auf, u. a. spielte sie Edward Elgars Cellokonzert unter der Leitung ihres Lehrers Tovey und gab mit dem Glyndebourne Festival Orchestra ein Konzert unter der Leitung von Fritz Busch. Ab 1944 wirkte sie als freiberufliche Cellistin und Mitglied des Carter Trio in London. 1951 ging sie nach Kanada, wo sie 20 Jahre lang Cello, Musikgeschichte und -theorie an der University of Manitoba unterrichtete und in Winnipeg privaten Cellounterricht gab.
Mit Unterstützung der University of Manitoba gründete sie eine experimentelle Klasse für besonders musikbegabte Kinder, aus der Musiker wie Stephen Cera, Laurie Duncan, Mayda Narvey und Dace Stauvers hervorgingen. Zu ihren privaten Celloschülern zählten Gisela Depkat, John Derksen, Kenneth Murphy, Paul Pulford und Lynn Rudiak. Daneben trat sie in den 1950er und 1960er Jahren als Solocellistin, Mitglied des Corydon Trio (mit Lea Foli und Gerald Stanick) und in verschiedenen Ensembles der University Chamber Music Group auf.
Seit Beginn der 1960er Jahre konzentrierte sich ihr Interesse zunehmend auf die Viola da gamba, und sie wurde bald die gefragteste Gambistin Kanadas. Sie gründete mit Christie Mather das Manitoba University Consort, wirkte an Aufführungen von Bachs Passionen mit, trat dreimal beim Aldeburgh Festival (1972, 1974 und 1976) sowie bei den Connoisseur Series am St. Lawrence Centre in Toronto, mit dem Hart House Consort of Viols (1976–77) und in der Saison 1977–78 als Solistin an der Wilfrid Laurier University, der University of Guelph, der University of British Columbia und beim Toronto Spring Festival auf.
Seit 1970 unterrichtete Sampson an der York University. Daneben gab sie 1973, 1974 und 1975 Sommerkurse an der University of Victoria. Nach ihrem Ausscheiden aus der York University 1977 gab sie noch in Teilzeit bis 1984 und danach sporadisch Unterricht an der Wilfried Laurier University. Als Interpretin galt ihr besonderes Interesse der Förderung einer zeitgenössischen Literatur für das Cello und die Gambe. Sie spielte u. a. die Uraufführung von Sophie-Carmen Eckhardt-Gramattés Duo concertante (1959), Bernard Naylors On Hearing Mrs. Arabella Hunt Singing (1970), Murray Adaskins Two Pieces (1972), David Rosenbooms The Seduction of Sapientia (1975) und Rudolf Komorous’ At Your Memory the Transparent Tears Fall like Molten Lead (1976). Mit Christine Harvey, Michael Purves-Smith und Derryck Aird gründete sie 1976 das Quatre en Concert zur Aufführung von Musik des 17. und 18. Jahrhunderts, mit dem sie in Kanada und Holland auftrat. 1985 wurde sie mit der Canada Music Council Medal geehrt.